# Miss Złotych Globów
Miss Złotych Globów (także Mr. Złotych Globów) – coroczny tytuł przyznawany przez Hollywoodzkie Stowarzyszenie Prasy Zagranicznej. Osobą uhonorowaną jest tradycyjnie córka (lub syn) znanych osób, która towarzyszy swoim rodzicom na gali wręczenia Złotych Globów.
| Rok  | Nazwisko                                           | Rodzice                                            |
| ---- | -------------------------------------------------- | -------------------------------------------------- |
| 1963 | Eva Six                                            |                                                    |
| 1963 | Donna Douglas                                      |                                                    |
| 1964 | Linda Evans                                        |                                                    |
| 1967 | Corinna Tsopei                                     |                                                    |
| 1969 | Francoise Ruggieri                                 |                                                    |
| 1971 | Anne Archer                                        | Marjorie Lord & John Archer                        |
| 1972 | Pamela Powell                                      | Joan Blondell & Dick Powell                        |
| 1973 | Kelley Miles                                       | Vera Miles & Bob Miles                             |
| 1974 | Linda Meikle John                                  |                                                    |
| 1975 | Melanie Griffith                                   | Tippi Hedren & Peter Griffith                      |
| 1976 | Lisa Farringer                                     |                                                    |
| 1977 | Nicole Ericson                                     |                                                    |
| 1978 | Elizabeth Stack                                    | Robert Stack                                       |
| 1979 | Stephanie Haymes                                   |                                                    |
| 1980 | Kym Karath                                         |                                                    |
| 1981 | Rosanne Katon                                      |                                                    |
| 1982 | Laura Dern                                         | Diane Ladd & Bruce Dern                            |
| 1983 | Lori Leonelli                                      |                                                    |
| 1983 | Rhonda Shear                                       |                                                    |
| 1984 | Anita Finch                                        |                                                    |
| 1985 | Lisabeth Shatner                                   | William Shatner & Gloria Rand                      |
| 1986 | Calista Carradine                                  | David Carradine & Donna Lee Becht                  |
| 1987 | Candace Savalas                                    | Telly Savalas & Marilyn Gardner                    |
| 1988 | Gigi Garner                                        | James Garner & Lois Garner                         |
| 1989 | Kyle Aletter                                       | Lee Meriweather & Frank Aletter                    |
| 1990 | Katharine Kramer                                   | Stanley Kramer & Karen Sharpe-Kramer               |
| 1991 | Kaitlin Hopkins                                    | Shirley Knight & Gene Persson                      |
| 1992 | Joely Fisher                                       | Connie Stevens & Eddie Fisher                      |
| 1993 | Erin Hamilton                                      | Carol Burnett & Joe Hamilton                       |
| 1994 | Alexandrea Martin                                  | Whoopi Goldberg & Alvin Martin                     |
| 1995 | John Clark Gable                                   | Clark Gable & Kay Williams Gable                   |
| 1996 | Jaime Nicole Dudney                                | Barbara Mandrell & Ken Dudney                      |
| 1996 | Freddie Prinze Jr.                                 | Freddie Prinze & Kathy Elaine Cochran              |
| 1997 | Kehly Sloane                                       | Linda Gray & Ed Thrasher                           |
| 1998 | Clementine Ford                                    | Cybill Shepherd & David Ford                       |
| 1999 | Tori Reed                                          | Tim Reid & Rita Reid                               |
| 2000 | Liza Huber                                         | Susan Lucci & Helmut Huber                         |
| 2001 | Katie Flynn                                        | Jane Seymour & David Flynn                         |
| 2002 | Haley Giraldo                                      | Pat Benatar & Neil Giraldo                         |
| 2003 | Dominik Garcia-Lorido                              | Andy García & María Victoria Lorido                |
| 2003 | A.J. Lamas                                         | Lorenzo Lamas & Michele Smith                      |
| 2004 | Lily Costner                                       | Kevin Costner & Cindy Costner                      |
| 2005 | Kathryn Eastwood                                   | Clint Eastwood & Jacelyn Reeves                    |
| 2006 | Dakota Johnson                                     | Melanie Griffith & Don Johnson                     |
| 2007 | Lorraine Nicholson                                 | Rebecca Broussard & Jack Nicholson                 |
| 2008 | brak (Strajk scenarzystów w Stanach Zjednoczonych) | brak (Strajk scenarzystów w Stanach Zjednoczonych) |
| 2009 | Rumer Willis                                       | Demi Moore & Bruce Willis                          |
| 2010 | Mavis Spencer                                      | Alfre Woodard & Roderick Spencer                   |
| 2011 | Gia Mantegna                                       | Joe Mantegna & Arlene Mantegna                     |
| 2012 | Rainey Qualley                                     | Paul Qualley & Andie MacDowell                     |
| 2013 | Francesca Eastwood                                 | Clint Eastwood & Frances Fisher                    |
| 2013 | Sam Michael Fox                                    | Michael J. Fox & Tracy Pollan                      |
| 2014 | Sosie Bacon                                        | Kevin Bacon & Kyra Sedgwick                        |
| 2015 | Greer Grammer                                      | Kelsey Grammer & Barrie Buckner                    |
| 2016 | Corinne Foxx                                       | Jamie Foxx & Connie Kline                          |
| 2017 | Sophia Stallone                                    | Sylvester Stallone & Jennifer Flavin               |
| 2017 | Sistine Stallone                                   | Sylvester Stallone & Jennifer Flavin               |
| 2017 | Scarlet Stallone                                   | Sylvester Stallone & Jennifer Flavin               |
| 2018 | Simone Garcia Johnson                              | Dwayne Johnson & Dany Garcia                       |
| 2019 | Isan Elba                                          | Idris Elba & Hanne Kim Nørgaard                    |
| 2020 | Dylan Brosnan                                      | Pierce Brosnan & Keely Shaye Smith                 |
| 2020 | Paris Brosnan                                      | Pierce Brosnan & Keely Shaye Smith                 |
| 2021 | Jackson Lee                                        | Spike Lee & Tonya Lewis Lee                        |
| 2021 | Satchel Lee                                        | Spike Lee & Tonya Lewis Lee                        |